# Іштоян Левон Арутюнович
Левон Арутюнович Іштоян (вірм. Լևոն Հարությունի Իշտոյան; 31 жовтня 1947, Ленінакан) — радянський футболіст, що грав на позиції нападника. Відомий насамперед за виступами у складі єреванського «Арарат», у складі якого став чемпіоном СРСР та двічі володарем Кубка СРСР, а також у складі збірної СРСР.

## Кар'єра футболіста
Народився Левон Іштоян у місті Ленінакан, де й почав займатися футболом. У 1965 році розпочав грати у місцевій футбольній команді майстрів спочатку класу «Б», а пізніше другої групи класу «А» «Ширак», де практично відразу став гравцем основного складу команди. У 1968 році, після товариської гри «Ширака» з єреванським «Араратом» Іштояна та ще низку футболістів ленінаканської команди, зокрема Ованеса Заназаняна, Аркадія Андріасяна, Норайра Демірчяна, запросили до складу єреванської команди вищої ліги, в якій Іштоян дебютував уже цього року. З наступного року він став на тривалий час гравцем основного складу «Арарата». Хоча Іштоян і вважався номінальним нападником, фактично він був фланговим гравцем, тому на його рахунку не так багато особисто забитих м'ячів, проте саме з його передач забивались багато м'ячів. Після 1971 року єреванська команда набирала сили, після того як у цьому році стала срібним призером чемпіонату СРСР. У 1973 році «Арарат» дійшов до фіналу Кубка СРСР, в якому обіграв київське «Динамо», і саме Левон Іштоян забив у цьому матчі два м'ячі, які й принесли перемогу єреванській команді. За кілька місяців Іштоян у складі «Арарата» став і чемпіоном СРСР. У 1975 році Іштоян удруге виграв Кубок СРСР у складі єреванської команди, та по закінченню сезону завершив виступи на футбольних полях.

## Виступи за збірну
У 1971 році Левон Іштоян уперше отримав запрошення до складу збірної СРСР, та дебютував у її складі в товариському матчі зі збірною Індії. Іштояна включили до складу радянської збірної на фінальний турнір чемпіонату Європи 1972 року, проте на поле на турнірі він так і не вийшов. Грав Левон Іштоян також у складі збірної СРСР на відбірковому турнірі до чемпіонату світу 1974 року. останній матч за збірну зіграв у 1974 році. Усього у складі збірної СРСР Іштоян провів 8 матчів. Відзначився 1 забитим м'ячем у складі олімпійської команди.

## Після завершення кар'єри футболіста
Після завершення виступів на футбольних полях Левон Іштоян працював тренером у республіканському спортінтернаті в Єревані, паралельно тренував юнацьку збірну Вірменської РСР. У 1984—1985 роках працював асистентом головного тренера «Арарата», після чого повернувся на роботу в спортінтернат. У 1988 році Іштоян виїхав у США, де створив футбольну школу «Арарат-73». Пізніше зайнявся бізнесом, і школою почав керувати інший колишній гравець «Арарата» Сергій Бондаренко.

## Факти
Після фіналу Кубка СРСР, у якому Іштоян забив два м'ячі, вболівальники рідного міста футболіста Ленінакана хотіли поставити прижиттєвий пам'ятник Іштояну в місті. для чого звернулись до місцевих партійних органів. Після відмови уночі вони фарбою написали наспині на пам'ятнику Леніну в центрі міста цифру «8» — номер. під яким Іштоян грав на футбольному полі.
У радянському фільмі «Міміно» герой Фрунзика Мкртчяна говорить головному герою фільму, якого грав Вахтанг Кікабідзе, що його кохана кожен день бачить багатьох відомих людей, серед яких назвав й Іштояна.

## Досягнення
- Чемпіон СРСР (1):

«Арарат»: 1973
- Володар Кубка СРСР (2):

«Арарат»: 1973, 1975